# Зайцеве (Євпаторійський район)
За́йцеве (до 1948 року — Муса-Алі, крим. Musa Ali) — село Євпаторійського району Автономної Республіки Крим. Розташоване на півночі району.